# Vipère (Madame Hydra)
Ophelia Sarkissian, alias la Vipère (« Viper » en VO), anciennement connue sous le nom de Madame Hydra, est une super-vilaine évoluant dans l’univers Marvel de la maison d'édition Marvel Comics. Créé par Jim Steranko (scénario et dessins), le personnage de fiction apparaît pour la première fois dans le comic book Captain America (vol. 1) #110 en février 1969.
Son identité secrète a été révélée dans l’Official Handbook of the Marvel Universe A-Z (vol. 12) en janvier 2010.

## Biographie du personnage

### Origines et parcours
Ophelia Sarkissian devient orpheline alors qu’elle est enfant en Hongrie (à une époque son visage portait des cicatrices, qui ont été effacées depuis).
Alors qu’elle gravit les échelons au sein de l’organisation criminelle internationale HYDRA sous le nom de Madame Hydra, elle se trouve fréquemment confrontée au héros Captain America et à l'organisation de contre terrorisme le SHIELD.
Après avoir coupé les liens avec HYDRA, elle aide le super-vilain Jordan Stryke, alias la Vipère (« Viper (en) » en VO), un membre fondateur de l’Escouade des serpents à échapper à la détention, pour ensuite l’assassiner et usurper son identité. Devenue leader de l’Escouade sous le nom de la Vipère, elle tente de prendre le contrôle de la Société du serpent en assassinant son chef, Sidewinder (en), mais est trahie par le Cobra et arrêtée par Captain America.
Terroriste professionnelle avec sa propre organisation, elle entre en conflit avec nombre de super-héros et super-vilains au cours des années. Son nihilisme et sa tendance à semer la mort autour d’elle rendent difficiles les alliances avec d’autres criminels. Seul Crâne rouge a trouvé cette tendance charmante et a entretenu une relation avec elle pendant peu de temps. Leur romance prit fin quand il découvrit que Vipère utilisait ses ressources pour financer des massacres sans bénéfices pour aucun d’entre eux.
Elle affronte également les X-Men. Leur première rencontre a lieu quand elle veut tuer Mariko Yashida, pour le compte du Samouraï d'argent, son allié et amant présumé qui disputait à sa demi-sœur la tête du clan Yashida. Après avoir assommé, ligoté et bâillonné Toni, l’amie de Mariko, la Vipère prend son apparence pour essayer d’empoisonner les X-Men. À deux occasions distinctes, elle tue presque Malicia et Tornade ; elle combat aussi les Nouveaux Mutants et blesse notamment Karma.
Dictatrice pendant un temps de la nation de Madripoor (en), elle utilise les ressources du pays pour soutenir le terrorisme mondial via HYDRA. En usant de chantage, elle force Wolverine à l’épouser, pour consolider son empire criminel. Bien que ce soit un mariage de convenance, elle tient à ce qu’il soit consommé.
Peu de temps après, son corps est possédé par l’esprit d’Ogun, un ancien ennemi de Wolverine. Ce dernier la blesse mortellement pour chasser Ogun de son corps agonisant. En échange de l’assistance médicale pour lui sauver la vie, Wolverine demande le divorce. Elle est finalement renversée par le nouveau directeur du SHIELD, Tony Stark, et par Tyger Tiger (en) qui dirige désormais Madripoor.

### Au Club des damnés
La Vipère est brièvement nommée la « Warrior White Princess » du Club des damnés, sous l'égide de Sat-Yr-9 (Saturnine). Elle s’est aussi associée à la Main et a renoué ses liens avec le Samouraï d'argent.

### Dark Reign
Dans la série Secret Warriors (2009), la Vipère quitte son amant le Samouraï d'argent et rejoint le commandement d’HYDRA avec le baron Von Strucker. Elle laisse son titre de Madame Hydra à la Comtesse Valentina Allegra De Fontaine (portant un casque tentaculaire).
Quelque temps plus tard, la Vipère est enlevée par le mystérieux groupe Léviathan. La Comtesse rejoint Léviathan et, pour montrer qu'elle a coupé ses liens avec HYDRA, abat la Vipère. Des agents d'HYDRA retrouvent vite son corps et The Hive la ramène à la vie.

### Fear Itself
Après le crossover Fear Itself, la Vipère rejoint le HAMMER, remis sur pied par un Norman Osborn tout juste échappé de la prison du Raft.

## Pouvoirs, capacités et équipement
Depuis ses débuts ou presque, la Vipère est une nihiliste qui cherche à détruire la société plutôt que de la conquérir. Refusant toute croyance ou connaissance, elle ne s’intéresse qu’au néant et au chaos, cherchant à le répandre sur l’humanité tout entière. Elle médite souvent sous l’influence de l’opium, la drogue lui fournissant le carburant de ses rêves de dépravation et de mort. Cependant, ces dernières années, elle a suivi des objectifs plus tournés vers le pouvoir et la conquête. Elle est aussi connue pour avoir utilisé des sosies d'elle-même, les « Vipérines », qui parfois se sont fait passer pour elle.
La Vipère n'a aucun super-pouvoir, mais possède une force, une vitesse, une agilité, une endurance et des réflexes similaires à une athlète de niveau olympique. Elle possède aussi un extraordinaire degré de résistance à la souffrance physique et n’a aucune peur de la mort.
Ayant subi un entraînement brutal dans divers arts martiaux, elle est aussi une excellente tireuse d’élite (à diverses armes à feu ou énergie) ainsi qu'une pratiquante expérimentée des armes blanches (principalement les couteaux et des fouets).
Très intelligente, elle est une actrice douée, une experte du déguisement et une maîtresse-espionne. C'est aussi une brillante stratège et tacticienne, très compétente dans la gestion d’une organisation criminelle et disposant de connexions avec le milieu du banditisme international. Elle dirige ainsi régulièrement de nombreux agents au sein des différentes organisations criminelles auxquelles elle a appartenu, comme HYDRA, l'Empire secret, la Main et bien d’autres.
Sa plus grande force réside peut-être dans son influence, dans les ressources financières dues à sa position au sein du crime organisé, et dans une chance incroyable qui lui a permis d'échapper à des situations où d'autres auraient succombé.
- La Vipère est une bretteuse douée et une encore meilleure tireuse d’élite, surtout avec des armes à longue portée.
- Il lui arrive d’employer des armes empoisonnées associées au serpent, comme des dards venimeux ou des crocs artificiels remplis de poison.
- Elle utilise aussi un armement expérimental, notamment une bague permettant de se téléporter ou, plus récemment (dans X-Treme X-Men) des griffes, tranchantes comme des rasoirs, intégrées à ses gants.

## Madame HydraVI
Une seconde Madame Hydra, créée par Bob Harras et Paul Neary, est apparue dans le comic book Nick Fury vs. SHIELD #3 en août 1988. Elle est référencée sous le nom de « Madame Hydra VI » dans l’Official Handbook of the Marvel Universe.

## Versions alternatives

### Spider-Woman
Dans Spider-Woman #42-44, Madame Hydra découvre qu’elle est apparemment Merriem Drew, la mère de Jessica Drew censée être morte en 1931. On apprend plus tard que le dieu Chthon, avec lequel elle s'était alliée en échange d'une longévité accrue, lui avait en réalité implanté de faux souvenirs avec l’intention d’assujettir les deux femmes.

### L’Ère d’Apocalypse
Dans la sombre réalité de l’Ère d’Apocalypse, la Vipère épouse le Samouraï d'argent et, à ses côtés, combat l’armée d’Infinis d’Apocalypse en se frayant un chemin depuis le Japon. Elle est tuée en sauvant la vie de son époux. Sa mort pousse ce dernier à accepter l’offre de Magnéto de rejoindre les X-Men.

### Les Exilés
Dans Exiles #91-95, les Exilés voyagent dans une dimension parallèle (la Terre-1720) dominée par Madame Hydra (en réalité, Jane Storm), son amant Wolverine et leur assassin en chef, Slaymaster (en). Cependant, avant que les Exilés ne puissent les punir, Madame Hydra et ses laquais s’évadent dans l’omniverse pour rechercher d’autres mondes à conquérir.

## Apparitions dans d’autres médias
Sauf indication contraire, les informations mentionnées dans cette section peuvent être confirmées par la base de données cinématographiques IMDb,  présente dans la section « Liens externes ».

### Cinéma
Le personnage apparaît sous le nom de code Vipère dans Wolverine : Le Combat de l'immortel (2013), où elle est incarnée par Svetlana Khodtchenkova.
Elle possède ici le pouvoir de fabriquer des toxines avec sa bouche.

### Télévision
Sandra Hess incarne Vipère dans le téléfilm Nick Fury: Agent of SHIELD en 1998, dans lequel Nick Fury est interprété par David Hasselhoff. Il y est dit que sa véritable identité est Andrea von Strucker ; cependant dans la continuité des comics Marvel c’est le nom de la fille du Baron Strucker, qui forme avec son jumeau Andreas le duo Fenris.
Madame Hydra apparaît dans un épisode de X-Men: Evolution (série d'animation, 2002). Il est peu probable qu’elle ait survécu à la destruction de la base de HYDRA par X-23.
Interprétée par Mallory Jansen dans l’Univers cinématographique Marvel, 
à partir de la quatrième saison de Marvel : Les Agents du SHIELD (série télévisée, 2017) Madame Hydra apparaît dans une réalité alternative nommée « Framework ».